# Museo del Jade
El Museo del Jade y de la Cultura Precolombina,  llamado simplemente Museo del Jade, es un museo histórico, cultural y arqueológico ubicado en San José, Costa Rica, perteneciente al Instituto Nacional de Seguros (INS). Resguarda una colección arqueológica conformada por una amplia gama de artefactos de cerámica, hueso, madera, concha y piedra como estatuaria, metates, manos de moler y otros, sin embargo, su principal atractivo es la enorme cantidad de piezas arqueológicas confeccionadas con piedras semipreciosas conocidas en su conjunto como jade, colección considerada como la más grande del mundo con respecto a esta piedra preciosa. Hasta el año 1999 , su sede estuvo ubicada en la planta baja de la sede central del INS, en avenida 7, calles 9 y 11, luego  pasó a ocupar un moderno edificio de cinco pisos, localizado al oeste de la Plaza de la Democracia (Costa Rica) construido con el propósito específico de albergarlo. En la actualidad se considera al Museo del Jade un importante promotor de la cultura costarricense.

## Historia
La conformación de esta colección arqueológica se debe al Lic. Marco Fidel Tristán Castro, expresidente ejecutivo del Instituto Nacional de Seguros y uno de los principales impulsores en rescatar el legado del arte precolombino costarricense, haciéndolo accesible a todos los costarricenses.
Bajo el impulso del licenciado Tristán, el INS comienza a adquirir, a partir de 1971, gran cantidad de piezas arqueológicas a varios coleccionistas nacionales, amparándose en la promulgación de la ley No 4809 del 29 de julio, que impulsaba a las instituciones públicas a fomentar la cultura nacional.

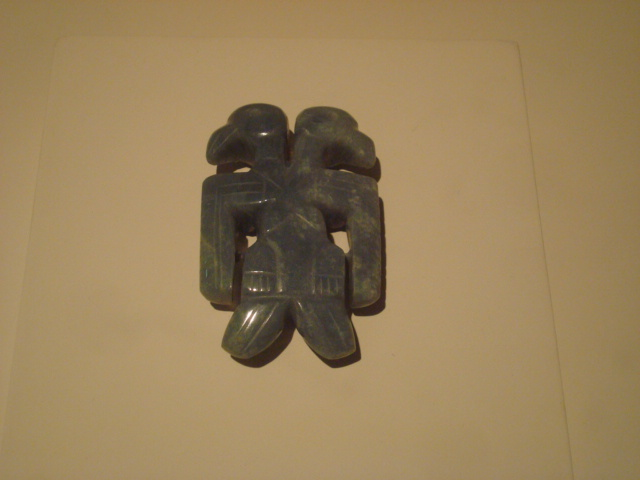
Águila bicéfala de jadeíta, símbolo del museo.

Para 1973, el INS había adquirido 470 piezas, cantidad que se incrementa por la ley No 5176 que estimula a las instituciones públicas a consignar partidas específicas para, entre otras actividades de tipo cultural, adquirir piezas arqueológicas, destacándose entre estas la gran cantidad de objetos de jade en manos de coleccionistas costarricenses. El jade precolombino costarricense, en esta época, era un arte prácticamente desconocido para el público nacional, a la vez que existían pocos expertos en esta rama de la arqueología costarricense, por lo que el museo comienza a especializarse en este material. Ese mismo año, el INS adquiere una valiosa colección de 1092 piezas de jade, y un año después se adquiere otra valiosa colección de 250 piezas perteneciente a Carlos Balser, importante investigador del jade precolombino mesoamericano. En dicha colección existen varias piezas de procedencia olmeca y maya. Más adquisiciones importantes se dan en los siguientes años, entre 1977 y 1981.
Conforme la colección de jade del INS crece, a partir de 1975 se inician los preparativos para construir el museo, que se concreta dos años después, de la mano de importantes arqueólogos e investigadores nacionales como Carlos Humberto Aguilar, Dr. Michael Snarkiss, Carlos Balser, Zulay Soto Méndez y otros. El museo finalmente abre sus puertas el 31 de octubre de 1977, con el nombre de “Colección Arqueológica del Instituto Nacional de Seguros”, cambiándose a Museo del Jade en 1979, y en 1984, como homenaje a su principal impulsor, se le agrega el nombre del Lic.Tristán Castro a la sala de exhibición temporal de arte.
En 1999, el museo debió cerrar 20 meses por trabajos de remodelación, reinaugurándose el 30 de octubre de 2000, permitiéndose un giro conceptual del museo para exhibir una mayor cantidad de objetos, principalmente las piezas de jade.
En 2014, se concluyó la construcción de un moderno edificio de cinco pisos, con un costo de $21 millones de dólares, lo que permite la exposición de la totalidad de las piezas arqueológicas, esto lo hace único con respecto a otros museos de San José. Su diseño es obra del arquitecto costarricense Diego van der Laat. El edificio del Museo del Jade ocupa 6970 m², y su desarrollo conceptual es el de un bloque de jade en bruto, extendido en dos partes, facilitando la entrada de la luz en la zona central del edificio. Consta de cinco pisos, cada uno de los cuales alberga una sala, excepto el tercero, que tiene dos. Posee un sistema especial de ventilación y fue pensado para que trabaje de la mano con el medio ambiente. Cuenta con una sala de exhibiciones temporales, auditorio completamente equipado, aulas para actividades académicas, cafetería, tienda y guardarropa. Fue inaugurado el 5 de mayo de 2014, aunque fue abierto al público hasta el 26 de mayo.

## Colecciones
El Museo del Jade cuenta con 6889 piezas arqueológicas, de las cuales la mayor es la de cerámica. Cuenta con 2500 objetos de jade, lo que la constituye en la más grande del mundo. Existen también gran cantidad de objetos de piedra, oro, concha y hueso, y un bastón de mando confeccionado en madera.
|  | Colgantes de jade precolombino con forma de ave. Estas piezas tienen un triángulo facial invertido que representa un pico de ave (o una máscara de ave), generalmente en relieve, con una terminación hachoide delgada que recuerda una cola o alas de ave, y líneas incisas que representan plumas. Propias de Guanacaste y la Vertiente del Caribe costarricense.                                   |  | Jades olmecas hallados en Costa Rica. Destaca una escultura de piedra tipo "rostro de bebe". Datados de 500 a. C. a 500 d. C. |
|  | Colgante antropomorfo de jadeita precolombino que representa una figura humana con toca o sombrero. Datado de 500 a. C. a 800 d. C.. |  | Colgante olmeca de jadeita con motivo de la garra alada (garra de jaguar humanizado con los dedos extendidos). El objeto fue hallado en Costa Rica en la subregión sur de la Gran Nicoya. Datado de 500 a. C. a 800 d. C.. |
|  | Colgante precolombino de jade con forma de ave. El jade fue un objeto ceremonial utilizado como elemento de poder y rango entre las sociedades precolombinas costarricenses. |  | Dios-hacha de jade, proveniente de Guanacaste. Es el tipo más frecuente de jade hallado en Costa Rica. Se aprecia una característica hendidura craneal en forma de V, para dar forma al birrete chamánico. Un triángulo isósceles central da forma al rostro, los ojos, la nariz y la boca. Se distinguen las extremidades superiores del personaje. |
|  | Estatua de piedra con base de espiga, Periodo Chiriquí, de la subregión del Diquís, Pacífico sur de Costa Rica. Este tipo de estatuas, algunas de ellas de tamaño monumental, se colocaban delante de los templos y las casas principales, como la del cacique, cumpliendo una función como elemento de prestigio público y colectivo, en contraposición al oro, símbolo de rango y poder individual. |  | Búho de piedra de la subregión del Diquís, Pacífico sur de Costa Rica. La figura fue esculpida en un solo bloque de piedra. En ella se puede apreciar al ave apoyando sus patas sobre un tronco, con las alas plegadas hacia atrás y en la parte frontal del animal, carga con el pico una cabeza humana en forma invertida. El búho, como ave nocturna, es heraldo de la magia y la muerte. Según las creencias religiosas algunas especies de aves llevaban las almas al más allá o al mundo los espírius. 1000-1550 d. C. |
|  | Vasija nicoyana de cerámica policromada, estilo Papagayo, con base anular, decorada con pintura anaranjada rojiza y negra sobre engobe blanco crema. Presenta diseños abstractos y figurativos. Motivos de cestería en franja horizontal superior. Se observa una figura humana con tocado de plumas. 800-1350 d. C.                                                                                  |  | En primer plano, vasija policromada estilo Papagayo. En segundo plano, vasija trípode policromada estilo Pataky, con motivo de jaguar. Estos dos estilos fueron los más frecuentemente utilizados por la cultura de Nicoya a partir de 800 d. C., con el arribo de los chorotegas. En ambas se distinguen decorados mesoamericanos. |
|  | Figuras de piedra volcánica de la vertiente atlántica de Costa Rica. Representan chamanes. La región Central y del Atlántico costarricense destacó por su rica estatuaria. |  | Cabeza-trofeo hecha de andesita, del Caribe de Costa Rica. Destaca por el detalle de sus facciones y ornamentación del cabello. |
|  | Jarrón trípode estilo África, proveniente del Caribe Central de Costa Rica, fase La Selva, 300 a 800 d. C. Eran utilizados como ofrenda funeraria y en ellos se calentaba y bebía chocolate y chicha de forma ritual. |  | Vasija policromada nicoyana con forma de chompipe, con decorados mesoamericanos, estilo Papagayo. La cerámica nicoyana llegó a alcanzar altos niveles de excelencia y acabado, por lo que llegó a convertirse en un preciado producto de intercambio comercial con otras regiones de Mesoamérica y Sudamérica. |

## Salas
Tras la construcción del nuevo recinto que alberga al museo, es posible observar casi la totalidad de las piezas arqueológicas que custodia la institución. Se exhiben objetos en jade, cerámica, oro y piedra entre otros. Estos artefactos apoyan los temas relacionados con el escenario humano, natural y temporal que caracterizó la forma de vida y el desarrollo social, tecnológico, cultural y artístico de los pueblos precolombinos que habitaron el actual territorio de Costa Rica. La exhibición del Museo del Jade se divide en seis salas de acuerdo a características histórico-arqueológicas:
- Umbral: se encuentra en el primer nivel del museo. Allí se puede observar una pintura mural obra del pintor costarricense César Valverde Vega. También se encuentra un bloque de jade en bruto, que es el icono del nuevo museo. Este espacio presenta el escenario cultural y ecológico donde se desarrollaron las sociedades precolombinas costarricenses que trabajaron el jade. Busca a partir de un efecto museográfico descubrir la maravilla de las piezas de jade, mediante su exposición en una gran vitrina en forma de serpiente, en donde pueden apreciarse los objetos de jade de la colección.

- El jade: ubicada en el segundo nivel, esta sala aborda el proceso de elaboración del jade, así como su procedencia. Se puede observar un mapa en el que se exponen las rutas comerciales precolombinas por las cuales se comerciaba la piedra. Además, se observa la manera en que se trabajó, su simbolismo, uso social y función en ceremonias chamánicas.

- El día: esta sala, en el tercer piso, da énfasis en destacar las actividades relacionadas con el día a día de la gente, su relación con el entorno natural, así como las representaciones de los animales en el jade, la piedra, la cerámica y otros materiales. Se hace una revisión de las actividades relacionadas con la obtención de los alimentos mediante la caza, la pesca y la agricultura, las actividades cotidianas, detalles de la arquitectura y características de la dieta.

- La noche: ubicada también en el tercer piso, esta sala aborda temáticas relacionadas con el inframundo, la noche y las creencias culturales, así como la trascendencia simbólica de animales sagrados como el murciélago y la lechuza. Se aborda el tema de la guerra, los rituales de enterramiento, y en general, la visión cosmogónica y de mundo de estas culturas.

- Memoria ancestral: esta sala del cuarto piso valora la importancia de la arqueología a través de un área interactiva. También se muestran las indumentarias precolombinas, el tipo de música y su significado, la tecnología empleada para la elaboración de instrumentos y utensilios, y la diversidad sexual y roles de género, así como las tradiciones heredadas de los indígenas que aún se conservan en Costa Rica.

- Acopio visitable: ubicada en el quinto piso, en esta sala se resguardan objetos de diferentes materiales de las tres distintas regiones arqueológicas del país: Gran Nicoya; Región Central, Pacífica Central y Atlántica; y Diquís.

La exhibición se completa con recursos tridimensionales como dioramas, proyecciones en tercera dimensión, juegos interactivos y acceso a computadoras de uso sencillo, que le permiten al visitante observar diferentes escenas de la época precolombina, así como visitar el catálogo de los objetos y saber más detalladamente sus características.

Salas del Museo del Jade
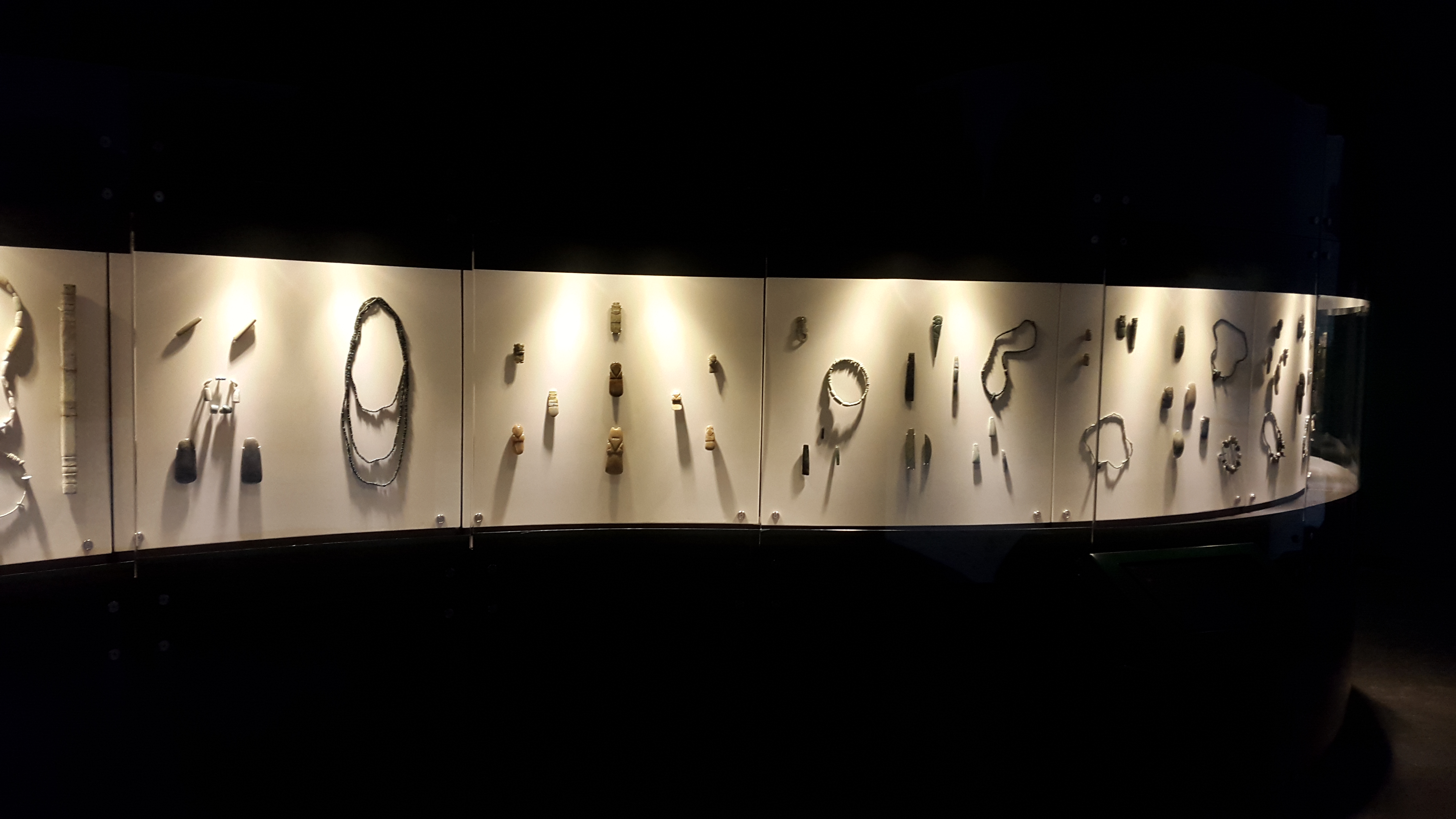
Umbral.
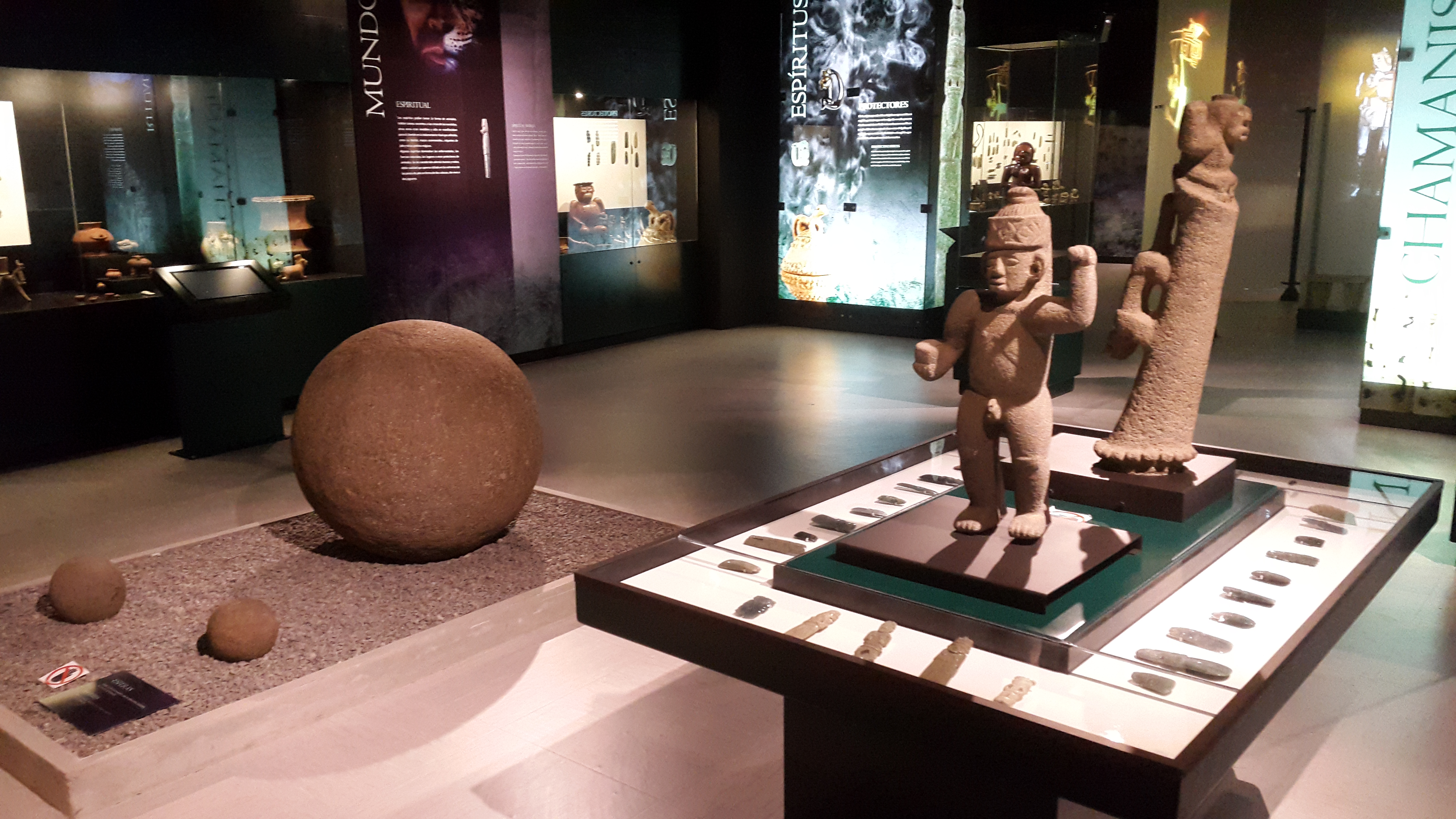
El jade
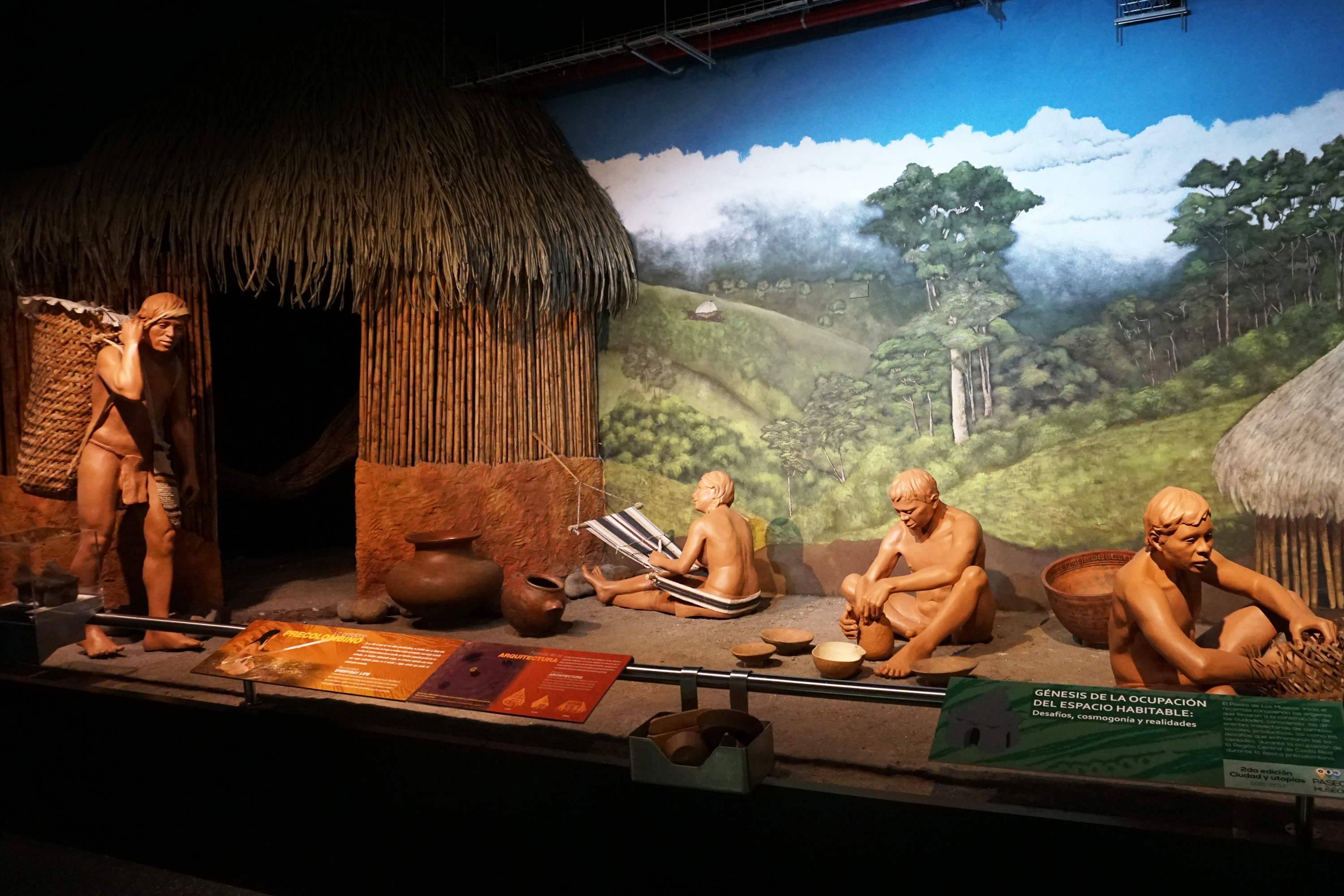
El día
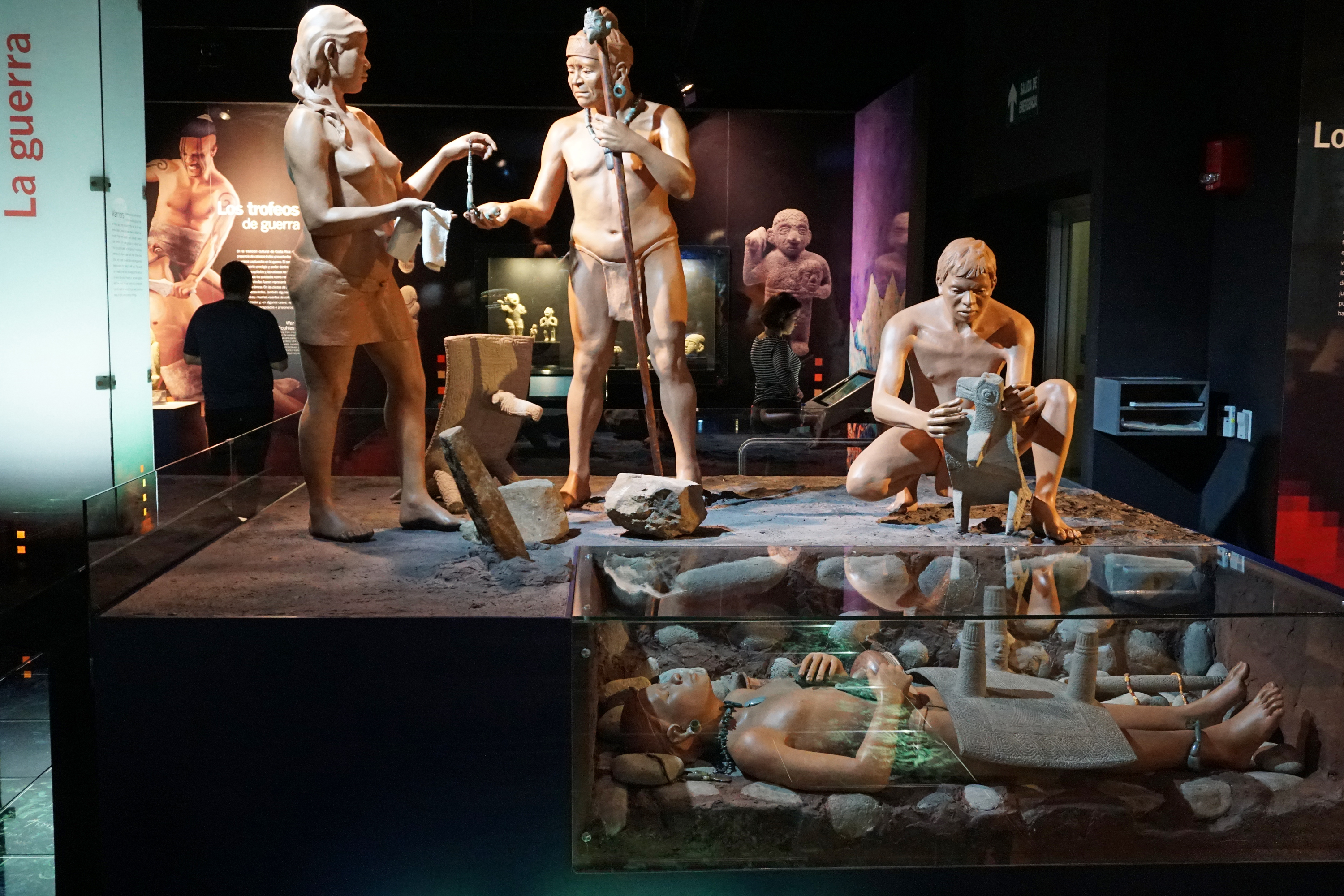
La noche
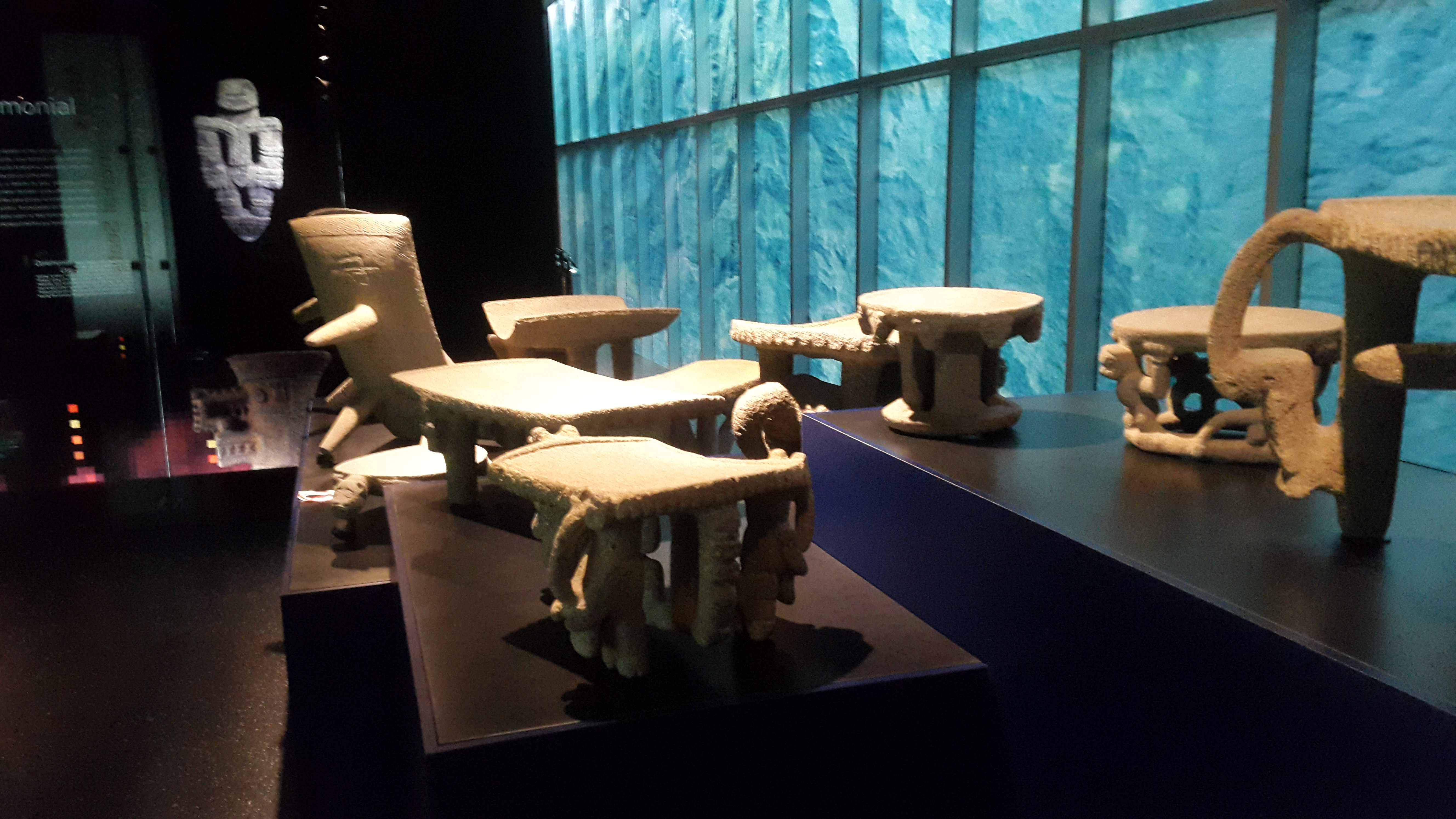
Memoria ancestral
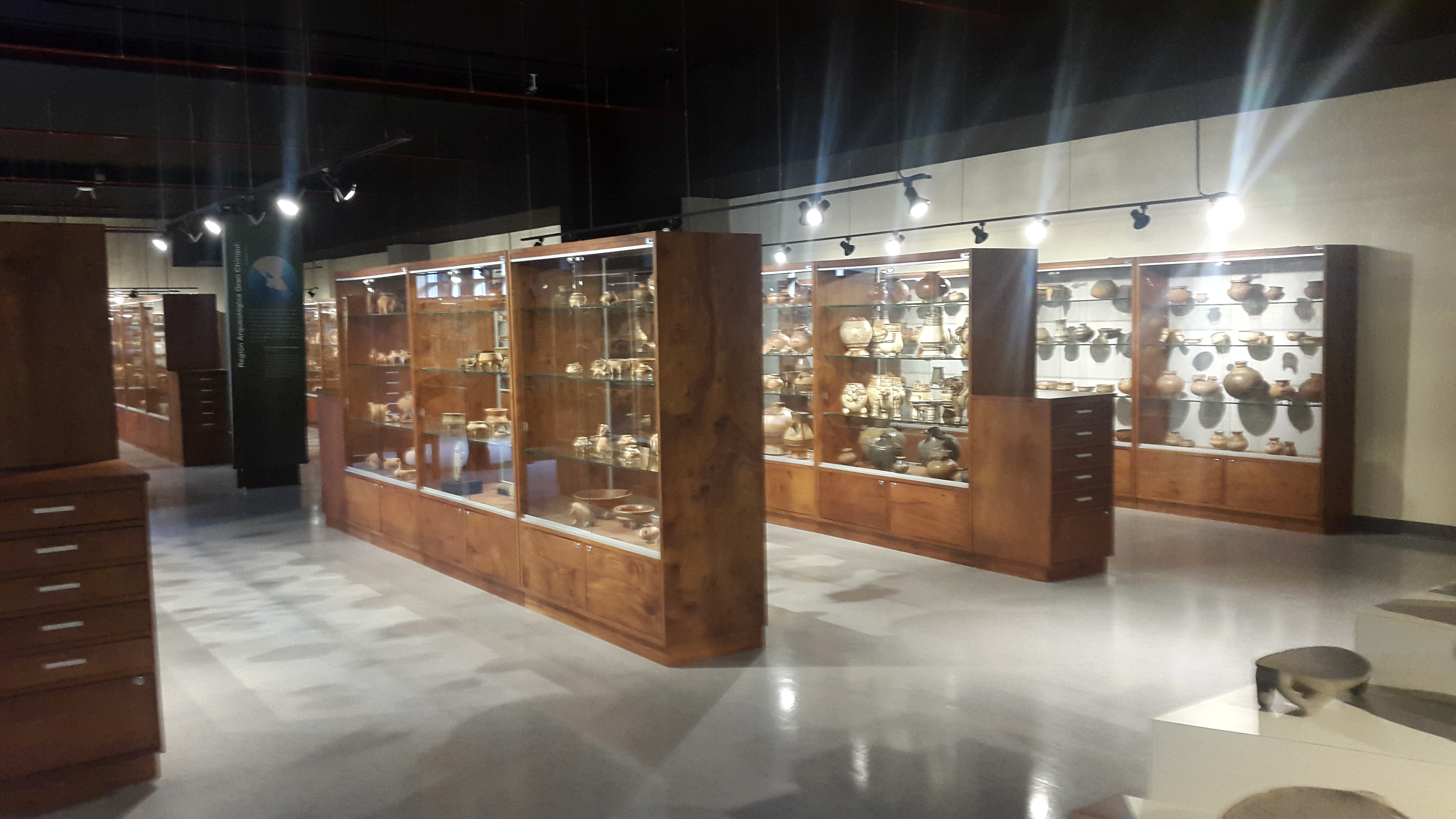
Acopio visitable

## Exhibiciones temporales
- Cinco siglos de obras maestras de la pintura en colecciones norteamericanas cedidas a préstamo a Costa Rica (San José, 1978). Se exhibieron obras originales de Van Gogh, Goya, Rembrandt, Cézanne y Picasso, entre otros, en una exposición valorada en US$50 millones.
- Entre continentes, entre mares: el arte precolombino de Costa Rica (Washington D.C, 1981). Exposición llevada a cabo en la Galería Nacional de Arte de los Estados Unidos con 314 de las mejores piezas de la colección de arte del Museo del Jade. Se lleva a cabo en Washington D.C, Texas, Los Ángeles, Detroit, San Diego, Houston y Alberta.
- Oro, jade y bosque de Costa Rica (1990). Con piezas del Museo del Jade, esta exhibición recorre algunos museos de Estados Unidos, Asia y Europa hasta terminar en el Museo Nacional de Costa Rica.
- El jade en la antigua Costa Rica (1998). Exposición llevada a cabo en el Museo Metropolitano de Nueva York con objetos del Museo del Jade.